# Camembert de Normandia
El Camembert de Normadia (Camembert de Normandie) és un formatge francés elaborat amb llet crua a la regió de Normandia. Rep la denominació d'origen controlada l'any 1983 i la DOP pel reglament de la Comissió Europa número 1107/96. La zona de producció d'aquesta denominació és la de Calvados, tot i que també es produeix a Eure, Manxa, Orne i Sena Marítim. El nom prové del municipi de Camembert, a la Baixa Normandia, on s'hauria fabricat originalment. S'elabora amb llet de vaca i té una pasta balanca i cremosa.
Segons la llegenda, el formatge es va produir per primera vegada de la mà de Marie Fontaine seguint les instruccions de Charles Jean Bonvoust, un pare benedictí prior de Roiville, originari de la regió de Brie, que es refugiava a casa seva. El formatge es va popularitza quan la filla de Fontaine va regalar-ne una unitat a l'emperador Napoleó III. Va agradar tant que va demanar que el portessin de manera periòdica al Palau de les Teuleries. Des de 1880 s'envasa en caixes de fusta per facilitar-ne el transport. A partir de 1910 la pell ja no és blava sinó blanca a causa de l'ús del bacteri Penicilium candidium.
El Camembert de Normandia te forma cilíndrica amb un diàmetre de 10,5 a 11cm i pesa un mínim de 250 grams. La seva composició conté un 45% matèria grasa. Per produir un camembert fan falta 2'2 litres de llet.
Una nova llei que entrarà en vigor l'any 2021, permetrà fabricar el formatge fora de la regió i amb llet pasteuritzada però mantenint la denominació.
El 2011 representava un 4,2% de la producció de formatge de Camembert a França.